# 四川大竹事件
四川大竹事件是2007年1月发生于四川省达州市大竹县的一起群体性事件。起因一名16岁少女死亡原因迟迟没有查清，引起当地民众各种猜疑，随后谣言四起，最后引发大规模骚乱。政府调查认为，确实存在强奸案件。

## 事件经过
2006年12月30日，大竹县莱仕德商务酒店16岁女服务员杨代莉在酒店死亡，大竹县公安局在立案侦察十多天后仍没有一个明确的答复。同时，酒店方在2007年1月8日后停止为亲属提供费用，并于1月13日在门口贴出告示，宣称杨的死亡与酒店无关。
1月15日有人在大竹街头散发传单，为杨代莉的不明死亡鸣不平，街头巷尾及网络上传言四起。莱仕德酒店门前开始有人聚集。酒店随后停业。
17日，大批群众聚集在酒店门口，有警力在现场维持秩序。下午4时，酒店员工用3支消防水枪企图驱散群众，还有人从已停业的酒店楼上向围观人群投掷啤酒瓶，引起围观民众强烈不满。5时30分左右，一些人冲进酒店打砸物品，并且有人开始点火，13层的酒店随后被燃烧，消防车被民众阻拦。政府调集大批军警进入，晚上9点大火才被扑灭，事态才渐渐平息。

## 调查结果
17日的酒店冲突事件引起政府高度重视，官方成立省市专案组，发布通告称杨代莉死亡原因是慢性胰腺炎伴急性出血坏死。官方调查结果为，酒店调酒师刘持坤于2006年12月30日凌晨2時30分左右，发现杨代莉在酒店房內地板上昏迷不醒，将其背回屋内强奸。但不久发现杨代莉脸色惨白、嘴唇发紫，通知酒店将其送往医院抢救未果。刘持坤对犯罪事实供认不讳。
同时有关部门查明，莱仕德商务酒店没有营业执照，也没有卫生、消防相关证照，属于“黑店”。酒店真正的老板是徐达祥，西区派出所的所长，而平时的经营管理，由徐达祥妻子和儿子徐峰等人负责。随后徐达祥被“双规”。时任大竹县公安局局长的熊黎明因未经核实即签字认定徐达祥无违反“六个一律不准”的行为，而被免除达州市公安局通川区分局局长、党委书记职务。

## 传言
大竹事件中，街头巷尾和网络传言为事件的推波助澜起到很大作用。传言杨代莉在工作时间被老板的三个有背景的朋友叫去陪酒，杨的酒中有毒品，灌醉后被轮奸阴道大出血致死。另《蘋果日報》报道有传言杨代莉“牙齒被打掉，舌頭被咬斷，乳房被割掉，下體也被弄爛”。经过警方调查，上述谣言的编造者张某在1月26日被刑事拘留。